# Víctor de Aveyron
Víctor fue el nombre asignado por su tutor oficial a un preadolescente salvaje encontrado en la región francesa de Aveyron en los últimos años del siglo XVIII. Su caso fue el más seriamente estudiado y el mejor documentado de todos los de este tipo.

## Antecedentes
Dos cazadores encontraron en los bosques de Lacaune (en el Languedoc francés, cerca de los Pirineos) a un niño completamente desnudo, al que lograron capturar y al que dejaron al cuidado de una viuda, encerrado en una cabaña cercana. Aparentaba unos once o doce años y ya había sido avistado antes por la zona de Tarn recogiendo bellotas o buscando tubérculos con los que alimentarse. Al cabo de una semana logró escaparse, retornando a las montañas, donde soportó el riguroso invierno de aquel año apenas cubierto con una camisola desgarrada. Por las noches se ocultaba, pero durante el día se acercaba a veces a algún pueblo de los alrededores, en uno de los cuales, del cantón de St. Sernin, se introdujo en una casa deshabitada, donde volvió a ser capturado. Allí se le atendió y se le vigiló durante varios días, siendo llevado luego a un orfanato en Saint-Affrique y posteriormente a Rodez, donde estuvo varios meses. Durante todo este tiempo se mostró salvaje y esquivo, impaciente e inquieto, siempre atento a la posibilidad de escapar de nuevo.
La noticia de su existencia se difundió rápidamente por la Francia recién salida de la Revolución Francesa provocando todo género de conjeturas y expectativas. Un ministro del gobierno con inclinaciones científicas ordenó el traslado del muchacho a París, adonde llegó en agosto de 1800, con la esperanza de que el estudio de su caso pudiese ampliar los conocimientos sobre la mente humana, y las capacidades.

## Estudio y tratamiento
El debate originado se movía entre dos tesis que respondían a interrogantes planteados en el pensamiento moral de aquella época:
→ Al crecer Víctor privado del contacto social, ¿estaría desprovisto de sentido moral? 
→ O, por el contrario, ¿tendría un sentido moral natural, una bondad originaria, como sostenía Rousseau en su libro Emilio o la educación?
Convertido así en asunto público, los sabios del momento lo reconocieron atenta y cuidadosamente y llegaron a la conclusión, expresada por el más calificado de ellos, Philippe Pinel, director del Hospital Bicêtre, de que "el salvaje de Aveyron" no era más que un deficiente mental incurable. Pero un joven médico recién doctorado, Jean Marc Gaspard Itard, al que le fue permitido asistir a estas sesiones, más optimista, propuso la elaboración y ejecución de un programa de tratamiento y educación del niño, lo que fue aceptado, proporcionándosele los medios públicos requeridos para realizarlo. El muchacho quedó desde entonces bajo la custodia de Itard, siendo atendido por Madame Guérin en los aspectos físicos y materiales, mientras que Itard elaboraba y aplicaba el programa de su tratamiento psicológico y readaptación.
Itard escribió dos memorias o informes dirigidos al ministerio patrocinador (al parecer[cita requerida] el de Interior) donde relató minuciosamente sus observaciones, propósitos y experiencias. Ambos textos fueron publicados inmediatamente por considerárselos de interés general. El primero data de 1801, pocos meses después de haberse emprendido el experimento, y el segundo se escribió en 1806, cuando Itard dio por conclusa su actuación. Ambos trabajos son modelos de rigor científico, metodológico y claridad expositiva.

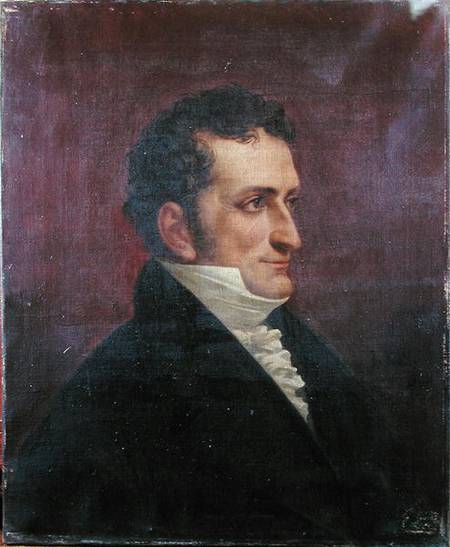
Su tutor legal, el doctor Jean Itard, elaboró el tratamiento para educar al niño.

La descripción que Itard realizó de la primera impresión que le causó su pupilo rezaba: "un niño desagradablemente sucio, afectado por movimientos espasmódicos e incluso convulsiones; que se balanceaba incesantemente como los animales del zoo; que mordía y arañaba a quienes se le acercaban; que no mostraba ningún afecto a quienes lo cuidaban y que, en suma, se mostraba indiferente a todo y no prestaba atención a nada." Algo bastante diferente, pues, del "buen salvaje" rousseauniano que el público de la época esperaba.[cita requerida]
El infortunado muchacho era delgado y más bien bajo para su supuesta edad. Su rostro, redondeado e infantiloide, presentaba marcas de haber sufrido la viruela y lo surcaban varias cicatrices. Su nariz era larga y puntiaguda y su mentón hundido. Tenía un cuello largo y esbelto, pero otra gran cicatriz le atravesaba la garganta.
Las atenciones y cuidados que se le dispensaron a partir de entonces mejoraron su estado físico y su sociabilidad, pero los progresos fueron muy escasos, una vez superada la fase inicial. Itard le puso el nombre de Víctor. Las esperanzas de Itard de enseñarle a hablar y a comportarse de manera civilizada resultaron frustradas, y en el segundo informe Itard se daba por vencido y manifestaba su preocupación por el futuro del joven.
Basada en esta historia, este proceso fue narrado en la película de François Truffaut L'Enfant Sauvage.

## Epílogo
El Ministerio del Interior proveyó, sin embargo, para su ulterior cuidado (que Madame Guérin siguió realizando durante veinte años más, gracias a la pensión de 150 francos que se le asignó para ello) y para que otros profesores continuasen su educación. Pero un informe elaborado por alguien que vio a Víctor hacia 1815 no reseñaba ninguna mejora de su situación.
Víctor de Aveyron murió en 1828, rondando los 40 años, por una neumonía.

## Hipótesis en la actualidad: ¿era Víctor un niño con autismo?
El escritor Harlan Lane planteó en su libro de 1976 El Niño Salvaje de Aveyron, la posibilidad de se tratara de un niño autista.
Pero termina rechazando esta opción porque no encajaba con la concepción que se tenía del autismo en aquella década, en la que se defendía la ausencia de reacción a cualquier estímulo social como algo característico del trastorno. Aunque en modo mermado, Víctor reaccionaba a tales estímulos.
Sin embargo, la hipótesis del autismo vuelve a surgir años después con más fuerza. La célebre psicóloga inglesa Uta Frith se preguntaba si las tesis de los años 70 sobre el autismo seguían siendo válidas (teniendo en cuenta los numerosos descubrimientos que tienen lugar en los años siguientes sobre este trastorno). 
En la actualidad, se entiende el autismo dentro un espectro dimensional con alteración de las capacidades sociales y comunicativas, pero eso no implica una ausencia absoluta de tales facultades. Si atendemos a la descripción que dejó escrita el abate Pierre-Joseph Bonnaterre, profesor de Historia Natural de la Escuela Central de Aveyron, resulta que Víctor presentaba deficiencias en las interacciones sociales recíprocas, incompetencias intelectuales específicas, alteraciones de la integración sensorial y, además, no realizaba juego simbólico, rasgos presentes en buena medida en el autismo. Por tanto, una de las hipótesis que cobra mayor veracidad es que Víctor padeciera un trastorno del espectro autista, y que, debido a sus extraños comportamientos, intentaran acabar con su vida (como prueba la cicatriz que tenía en el cuello) y que posteriormente fuera abandonado.